# Aarhus GF w europejskich pucharach
Występy w europejskich pucharach duńskiego klubu piłkarskiego Aarhus GF.
Legenda do wszystkich tabel:
- Q – runda eliminacyjna, 1/16, 1/8, 1/4, 1/2 – odpowiednia faza rozgrywek, Grupa – runda grupowa, 1r gr – pierwsza runda grupowa, 2r gr – druga runda grupowa, F – finał, R – runda, PO – play-off
- k. – rzuty karne, los. – losowanie, Dogr. – dogrywka, w. – zasada bramek strzelonych na wyjeździe

## Wykaz spotkań pucharowych

### 1955–2000
| Sezon   | Rozgrywki                 | Runda   | Przeciwnik          | Dom | Wyjazd | Ogólnie    |
| ------- | ------------------------- | ------- | ------------------- | --- | ------ | ---------- |
| 1955/56 | Puchar Europy             | 1R      | Stade de Reims      | 0–2 | 2–2    | 2–4        |
| 1956/57 | Puchar Europy             | Q       | OGC Nice            | 1–1 | 1–5    | 2–6        |
| 1957/58 | Puchar Europy             | Q       | Glenavon            | 0–0 | 3–0    | 3–0        |
| 1957/58 | Puchar Europy             | 1/8     | Sevilla FC          | 2–0 | 0–4    | 2–4        |
| 1960/61 | Puchar Europy             | Q       | Legia Warszawa      | 3–0 | 0–1    | 3–1        |
| 1960/61 | Puchar Europy             | 1/8     | Fredrikstad FK      | 3–0 | 1–0    | 4–0        |
| 1960/61 | Puchar Europy             | 1/4     | SL Benfica          | 1–4 | 1–3    | 2–7        |
| 1961/62 | Puchar Zdobywców Pucharów | 1/8     | Werder Brema        | 2–3 | 0–2    | 2–5        |
| 1965/66 | Puchar Zdobywców Pucharów | 1R      | Vitória Setúbal     | 2–1 | 2–1    | 4–2        |
| 1965/66 | Puchar Zdobywców Pucharów | 1/8     | Celtic F.C.         | 0–1 | 0–2    | 0–3        |
| 1979/80 | Puchar UEFA               | 1R      | Stal Mielec         | 1–1 | 1–0    | 2–1        |
| 1979/80 | Puchar UEFA               | 2R      | Bayern Monachium    | 1–2 | 1–3    | 2–5        |
| 1983/84 | Puchar UEFA               | 1R      | Celtic F.C.         | 1–4 | 0–1    | 1–5        |
| 1984/85 | Puchar UEFA               | 1R      | Widzew Łódź         | 1–0 | 0–2    | 1–2        |
| 1985/86 | Puchar UEFA               | 1R      | KSV Waregem         | 0–1 | 2–5    | 2–6        |
| 1987/88 | Puchar Europy             | 1R      | Jeunesse Esch       | 4–1 | 0–1    | 4–2        |
| 1987/88 | Puchar Europy             | 1/8     | SL Benfica          | 0–0 | 0–1    | 0–1        |
| 1988/89 | Puchar Zdobywców Pucharów | 1R      | Glenavon            | 3–1 | 4–1    | 7–2        |
| 1988/89 | Puchar Zdobywców Pucharów | 1/8     | Cardiff City        | 4–0 | 2–1    | 6–1        |
| 1988/89 | Puchar Zdobywców Pucharów | 1/4     | FC Barcelona        | 0–1 | 0–0    | 0–1        |
| 1992/93 | Puchar Zdobywców Pucharów | 1R      | AIK Fotboll         | 1–1 | 3–3    | 4–4, w.    |
| 1992/93 | Puchar Zdobywców Pucharów | 1/8     | Steaua Bukareszt    | 3–2 | 1–2    | 4–4, w.    |
| 1995    | Puchar Intertoto          | Grupa 1 | Górnik Zabrze       | 4–1 |        | 4. miejsce |
| 1995    | Puchar Intertoto          | Grupa 1 | Karlsruher SC       |     | 0–3    | 4. miejsce |
| 1995    | Puchar Intertoto          | Grupa 1 | FC Basel            | 2–1 |        | 4. miejsce |
| 1995    | Puchar Intertoto          | Grupa 1 | Sheffield Wednesday |     | 1–3    | 4. miejsce |
| 1996/97 | Puchar Zdobywców Pucharów | 1R      | Olimpija Lublana    | 1–1 | 0–0    | 1–1, w.    |
| 1997/98 | Puchar UEFA               | 2Q      | Újpest FC           | 3–2 | 0–0    | 3–2        |
| 1997/98 | Puchar UEFA               | 1R      | FC Nantes           | 2–2 | 1–0    | 3–2        |
| 1997/98 | Puchar UEFA               | 2R      | FC Twente           | 1–1 | 0–0    | 1–1, w.    |

### 2001–2020
| Sezon   | Rozgrywki   | Runda | Przeciwnik | Dom | Wyjazd | Ogólnie |
| ------- | ----------- | ----- | ---------- | --- | ------ | ------- |
| 2012/13 | Liga Europy | 1R    | Dila Gori  | 1–2 | 1–3    | 2–5     |

### 2021–
| Sezon   | Rozgrywki               | Runda | Przeciwnik  | Dom     | Wyjazd  | Ogólnie |
| ------- | ----------------------- | ----- | ----------- | ------- | ------- | ------- |
| 2020/21 | Liga Europy             | 1Q    | FC Honka    | 5–2 (D) | 5–2 (D) | 5–2 (D) |
| 2020/21 | Liga Europy             | 2Q    | NŠ Mura     | 0–3 (W) | 0–3 (W) | 0–3 (W) |
| 2021/22 | Liga Konferencji Europy | 2Q    | Larne       | 1–1     | 1–2     | 2–3     |
| 2023/24 | Liga Konferencji Europy | 2Q    | Club Brugge | 1–0     | 0–3     | 1–3     |